# Anthony Eisley
Anthony Eisley (Filadelfia, 19 de enero de 1925-Woodland Hills, California, 29 de enero de 2003) fue un actor cinematográfico y televisivo de nacionalidad estadounidense, conocido principalmente por su papel del detective Tracy Steele en la serie televisiva de ABC/Warner Brothers, Intriga en Hawái, coprotagonizada por Robert Conrad, Connie Stevens y Poncie Ponce.

## Biografía

### Inicios
Su verdadero nombre era Frederick Glendinning Eisley, y nació en Filadelfia, Pensylvania, siendo su padre director de ventas de una gran empresa. Eisley fue padre de Amanda Eisley, Jonathan Erickson Eisley, Nan R. Eisley, y de David Glen Eisley, y abuelo de la actriz India Eisley.

### Teatro
Tras servir en la Armada de los Estados Unidos, él cursó estudios de arte dramático en la Universidad de Miami en Coral Gables, Florida, consiguiendo su primer trabajo como en una producción de la obra A Slight Case of Murder, llevada a cabo por una compañía de repertorio de Pensilvania, y que protagonizaba el veterano actor James Dunn. Otras obras teatrales en las que actuó Eisley fueron Picnic, Mister Roberts, y The Desperate Hours.

### Cine y televisión
Su primer papel para la pantalla fue el de un policía militar en la película de 1952 Fearless Fagan. En 1953 empezó a trabajar en la televisión, y en 1958 fue escogido para actuar en el episodio "The Trial", perteneciente al drama sobre la Guerra de Secesión Gray Ghost, en el que actuaba Tod Andrews. Al siguiente año, Eisley formó parte del reparto de la película de Roger Corman The Wasp Woman. Sin embargo, su gran oportunidad llegó cuando fue descubierto actuando junto a Jerry Paris en una representación en Pasadena (California) de la pieza Who Was That Lady?, gracias a lo cual fue contratado por Warner Bros. Debido a que en la época había actores que se llamaban Tab, Ty, y Rock, Warner Bros. no quería un primer actor de nombre "Fred", por lo que eligió el nombre artístico de "Anthony".
En 1957, Eisley fue Joe Foss en el episodio "Jose Foss, Devilbird", de la serie televisiva de temática militar Navy Log. Foss había ganado una Medalla de Honor durante la Segunda Guerra Mundial, y había llegado a ser Gobernador de Dakota del Sur. En el episodio también actuaba Mason Alan Dinehart en el papel de Marly.

### Intriga en Hawái
Eisley es sobre todo conocido por su papel protagonista en la serie Intriga en Hawái, emitida desde 1959 a 1963. Tras su actuación en Who Was That Lady?, fue contratado por Warner Bros. Eisley cambió su nombre por Anthony a petición del estudio, que le dio el papel de detective en Intriga en Hawái. Eisley decía que dejó la serie al finalizar la tercera temporada para ser reemplazado por Troy Donahue en el papel de Philip Barton. En las dos temporadas previas, Donahue había sido el detective Sandy Winfield en la serie Surfside 6.
En su período bajo contrato de Warner Brothers, Eisley actuó también en Portrait of a Mobster (1961).

### Proyecto Rezo
En 1964, Eisley presentó una reunión "Project Prayer" a la que acudieron 2.500 personas en el Shrine Auditorium de Los Ángeles, California. En el acto se buscaba inundar al Congreso de los Estados Unidos con cartas en apoyo del rezo en la escuela, tras dos sentencias de 1962 y 1963 de la Corte Suprema de los Estados Unidos que afirmaban que la práctica entraba en conflicto con la Cláusula de Establecimiento de la Primera Enmienda a la Constitución de los Estados Unidos.
Eisley declaró que la nación encaraba en 1964 "una crisis ideológica. Las estrellas del espectáculo le dirán que puede usted hacer al respecto." En el evento aparecieron junto a él Walter Brennan, en cuya serie The Real McCoys había sido actor invitado, Rhonda Fleming, Lloyd Nolan, Dale Evans, Pat Boone, y Gloria Swanson. Eisely dijo que John Wayne, Ronald Reagan, Roy Rogers, Mary Pickford, Jane Russell, Ginger Rogers, y Pat Buttram no pudieron asistir por problemas de agenda.

### Últimos años
Eisley fue artista invitado en un episodio de la serie dramática de contenido religioso de la ABC Going My Way, con Gene Kelly. También intervino seis veces en la producción de Jack Webb emitida en 1967-1970 Dragnet. Durante los ocho años de emisión del show de la ABC The F.B.I., con Efrem Zimbalist, Jr., Eisley hizo un total de diecisiete actuaciones en el papel de un agente. También trabajó tres veces en la serie de la CBS Perry Mason, siendo "The Case of the Missing Button" uno de los capítulos en los que actuó. Eisley fue también un malvado en un capítulo de The Wild Wild West, protagonizado por su antiguo compañero en Intriga en Hawái, Robert Conrad. En 1970 también participó como actor invitado en un episodio de The Silent Force.
Eisley fue un agente soviético en el film de entrenamiento de las Fuerzas Armadas Espionage Target:You, rodado en 1964. Al siguiente año fue un abogado en ena película anti-pornografía de carácter institucional titulada "Printed Poison", producida por el movimiento "Citizens For Decency". En la cinta actuaba también el actor Alan Reed (la voz de Pedro Picapiedra) interpretando a un juez.
Otros de sus personajes fueron Clint Braden, pretendiente de Nellie Bly, interpretada por Nancy Kovack, en el film de 1966 protagonizado por Elvis Presley Frankie and Johnny, y Ben Mitchell la cinta de 1968 Star!, protagonizada por Julie Andrews.
Como actor cinematográfico, su papel más importante fue el de Griff en The Naked Kiss (1964), un controvertido ataque de Sam Fuller a la hipocresía de las pequeñas poblaciones americanas. Eisley también se hizo conocido como estrella Kitsch de culto por sus actuaciones en el film de Antonio Margheriti Lightning Bolt (1965), el de Jack Broder The Navy vs. the Night Monsters (1966), Journey to the Center of Time (1967), The Mighty Gorga (1969), Dracula vs. Frankenstein (1971, de Al Adamson), The Doll Squad (1974, de Ted V. Mikels), Monster (1980) y Deep Space (1988).

### Muerte
Anthony Eisley falleció a causa de un infarto agudo de miocardio 10 días después de cumplir los 78 años, el 29 de enero de 2003, en Woodland Hills, California. Fue enterrado en el Cementerio Forest Lawn Memorial Park de Hollywood Hills.